# Мануель Бульнес
Мануе́ль Бу́льнес Пріє́то (ісп. Manuel Bulnes Prieto; 25 грудня 1799 — 18 жовтня 1866) — чилійський військовий і політичний діяч, президент Чилі в 1841—1851 роках.

## Біографія
Народився в Консепсьйон.
У 16 років потрапив за ґрати як революціонер та згодом був звільнений і в 1818 році приєднався до армії Хосе де Сан-Мартіна, де служив полковником під час Чилійської війни за незалежність. Був призначений бригадним генералом у 1831 році. У 1838 році — командувач чилійської армії, переміг в битвах під Хуараз та Пуенте-дель-Буін.
Під час президентства Мануель Бульнес сприяв розвитку освіти та культури країни. Були проведені реформи в Національному інституті та побудовано у 1841 році Чилійський університет.
У 1843 році було побудовано Форт Бульнес з метою встановлення контролю над Магелановою протокою.